# Jody Craddock
Jody Darryl Craddock, född 25 juli 1975 i Redditch, är en engelsk före detta fotbollsspelare som spelade som mittback.

## Karriär

### Början
Craddock föddes i Redditch, och började sin karriär i icke-ligaklubben Christchurch innan han gick till Cambridge United i augusti 1993. Där gjorde han sin debut mot Stockport County den 11 december 1993 i en match som slutade 0-0.

### Sunderland
Han spelade fyra säsonger i Cambridge innan Sunderland köpte honom för 350 000 £ i augusti 1997. Den andra säsongen i Sunderland var han med och hjälpte klubben att nå första platsen i Football League First Division och uppflyttning till Premier League, större delen av sin tredje säsong i klubben var han utlånad till Sheffield United.

### Wolverhampton Wanderers
När Sunderland degraderades efter fyra säsonger i Premier League 2003, såldes Craddock till nyuppflyttade Wolves för 1 750 000 £ för att ersätta skadade Joleon Lescott som mittback. Han har spelat för wolves sedan dess och när säsongen 2006–2007 startade utnämnde den nyutnämnde managern Mick McCarthy honom till lagkapten. I augusti 2007 lånades han ut till Stoke City men det blev en kort vistelse hos The Potters då Wolves tog tillbaka honom med kort varsel genom att använda en 24-timmarsklausul. Säsongen 2008–2009 förstördes till stor del för honom genom en fotskada som gjorde att han inte kunde spela på flera månader. Efter flera månader av rehabilitering var det nära att han lånades ut igen men skador och spelare utlånade till andra klubbar gjorde att han stannade i klubben. När sedan Richard Stearmans form gick nedåt fick Craddock chansen och han spelade sedan resten av Wolves matcher säsongen ut när klubben vann Championship och gick upp i Premier League ännu en gång. Han har spelat över 200 matcher för Wolves.
Han skrev på ett ettårskontrakt med Wolves sommaren 2009.

## Meriter
- Football League First Division/Championship: 1999, 2009